# Muro Sur de Jerusalén
El Muro o Muralla Sur de Jerusalén (en hebreo: הכותל הדרומי‎ Hakótel Haderomí), también llamado Muro Sur del Monte del Templo, es un muro de contención del extremo sur del Monte del Templo, en Jerusalén, parte de un yacimiento arqueológico con estructuras de varios períodos de la Antigüedad. Fue construido durante la ampliación de la plataforma del monte realizada por Herodes, directamente al sur de Ophel. El muro formaba parte de la Estoa Real y en él están estampadas las Puertas de Hulda —dos conjuntos de puertas de entrada a la antigua basílica, actualmente en forma de arcos ciegos, conocidos como la Puerta Doble y la Puerta Triple—. Estructuralmente, sirve como barrera exterior tanto de la mezquita de Al-Aqsa, al oeste, como de los Establos de Salomón (una estructura subterránea referida por los musulmanes como la mezquita Al-Marwani), al este.

## Historia y arquitectura
El Muro Sur tiene 281 metros de longitud, que el historiador judeorromano Flavio Josefo define en su libro Antigüedades judías como la longitud de un estadio. Es claramente visible del este por un observador que mira desde el Monte de los Olivos y menos visible aunque no del todo imposible desde la cima del propio Monte del Templo (desde donde se distingue como una ligera alteración en el plano de la pared oriental).
El paramento está construido de grandes bloques de piedra jerosolimitana (mezcla de piedra caliza pálida, dolomita y caliza dolomítica); la almohadilla en la cara de cada sillar tiene unos 9,5 milímetros de grosor sobre los márgenes circundantes. Los bloques están tan bien tallados y encajados entre sí, que no se usaba mortero, y aun así es «prácticamente imposible introducir siquiera la hoja de un cuchillo» entre los sillares.
Un vasto tramo de escaleras conduce al muro desde el sur; estas fueron excavadas por el arqueólogo e historiador Benjamín Mazar tras la victoria israelí en la guerra de los Seis Días, y son la prolongación más septentrional del camino de los Peregrinos (también conocido como la calle escalonada de Jerusalén) que conducía desde la Piscina de Siloé al Monte del Templo a través de las Puertas de Hulda. Las escaleras que conducen a la Puerta Doble están bien conservadas (prácticamente intactas), mientras que las que conducen a la Puerta Triple están en estado de ruinas en su mayor parte. Las contrahuellas son bajas, de apenas 15-20 cm de altura, y entre 30 y 40 cm de profundidad; eso obligaba a los peregrinos a caminar con paso firme y pausado, antes de entrar en el recinto del Templo. Estas son las escaleras que Jesús de Nazaret y otros judíos de su época habrían subido para acercarse al Templo, sobre todo durante las tres fiestas de peregrinaje de Pésaj (la Pascua judía), Shavuot (el Pentecostés judío) y Sucot (Tabernáculos). Según el arqueólogo Meir Ben-Dov, quien también realizó excavaciones en el lugar, «al entrar y salir del Templo, Jesús debió de pasar por aquí».

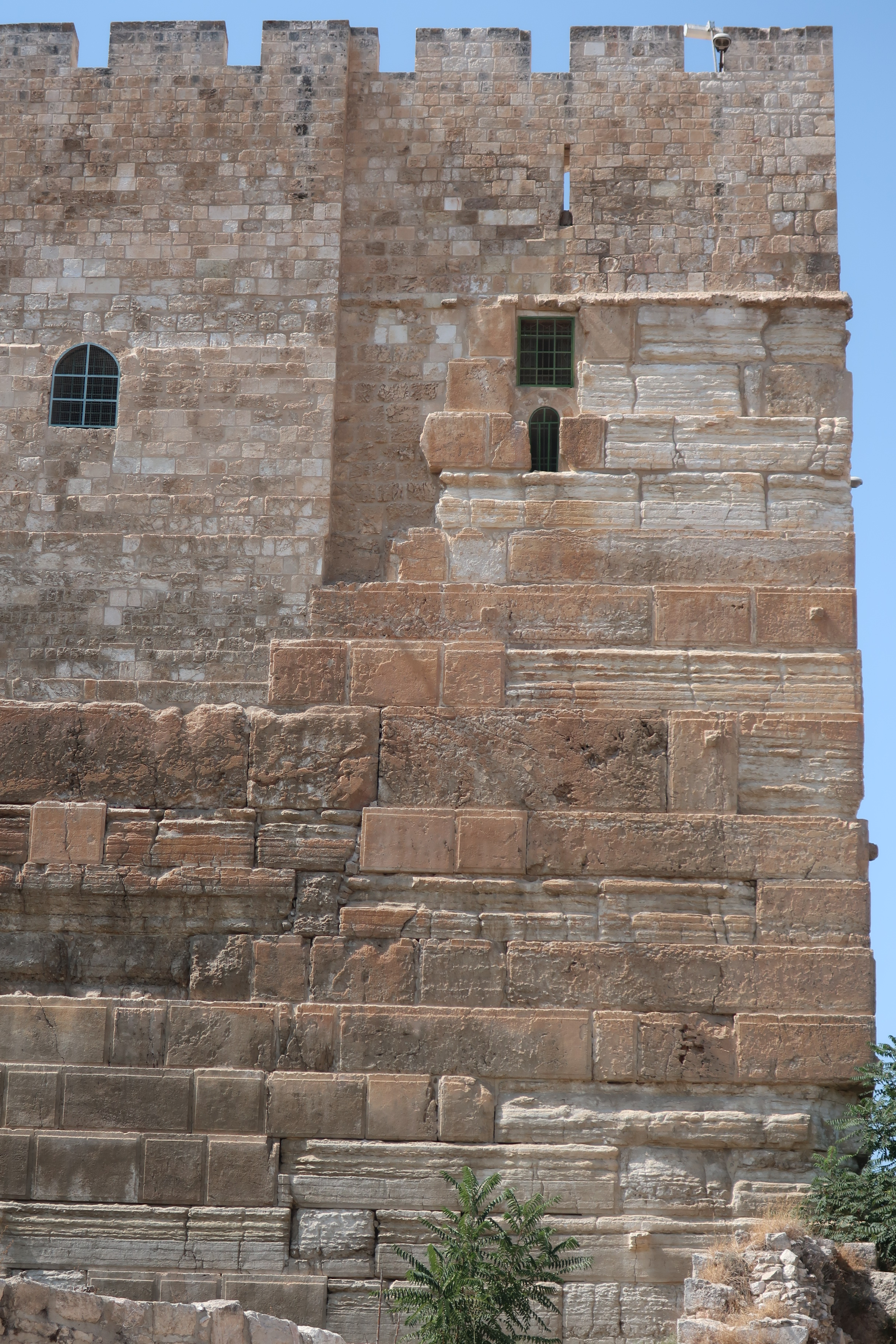
Hileras de piedra en la esquina sureste del muro.

El ancho de la mayor puerta del conjunto de la Puerta Triple es de 4,03 metros, si bien su iteración actual no es herodiana. De hecho, el único elemento herodiano visible desde el exterior es la jamba inferior del arco izquierdo. A su vez, la Puerta Doble está oculta en su mayor parte por una adición de la era de las Cruzadas, y actualmente solo la mitad de su arco derecho, cuya luz mide 3,09 metros, es visible desde el exterior. Sobre la parte visible del arco herodiano de la puerta derecha hay otro arco decorativo del período omeya de la ciudad (661-750). Justo encima se ve el resto de un arco de descarga herodiano.
En el interior del Monte del Templo se ha conservado gran parte de la escalinata original, de grandes dimensiones, conocida como la Escalinata Sur, junto a sus arqueados techos herodianos tallados a detalle. También están presentes algunos restos de fortificaciones del período fatimí, que forma parte del complejo arqueológico.
Se conservan las partes internas de la Puerta Doble herodiana, aunque el Waqf rara vez permite visitarla. Los peregrinos, al entrar por la Puerta Doble (setenta metros al oeste de la Puerta Triple), no llegaban directamente al patio abierto, sino seguían subiendo por el mencionado pasadizo abovedado de escaleras anchas dividido en claustros, excavado en la roca que conducía a la Estoa Real descrita por Josefo, que corrían en dirección oeste-este a lo largo del Muro Sur (si bien en la actualidad conducen a la parte antigua de la mezquita de Al-Aqsa). Los techos abovedados están tallados con elaborados bajorrelieves florales y geométricos. A diferencia de la austeridad del exterior de la puerta, el interior presenta unas columnas adornadas de figuras en relieve y cúpulas ornamentadas. Dos pares de cúpulas y sus elaboradas columnas circundantes se conservan intactas. Patrones intrincadamente tallados de hojas de vid, rosetas, flores y motivos geométricos cubren gran parte de la entrada al antiguo Templo.
Hasta las excavaciones posteriores a 1967 (año en que la Ciudad Vieja cayó bajo dominio israelí), no hubo indicios arqueológicos de gran parte de este muro, incluida la Puerta Doble, cuya existencia histórica se conocía por la Mishná y los escritos de Josefo (a diferencia de la Puerta Triple, que siempre ha estado expuesta). Las excavaciones realizadas por Mazar y Ben-Dov revelaron que las Puertas de Hulda conducían a una amplia y larga escalera —la mencionada Escalinata Sur—, que servía como entrada principal al Templo durante el período romano.
Las excavaciones dejaron patente también la importancia de la conservación del sitio durante el período omeya, tras descubrirse estructuras administrativas inmediatamente a las afueras del muro. La existencia de estas estructuras, conservadas en buen estado, era desconocida hasta la realización de los trabajos arqueológicos. Se entiende que los omeyas repararon del daño a las Puertas de Hulda y el camino de los Peregrinos —que se habían quedado en ruinas tras la destrucción del Templo y sus alrededores por los romanos en el año 70— para usarlas como vía de acceso a la recién construida Cúpula de la Roca.

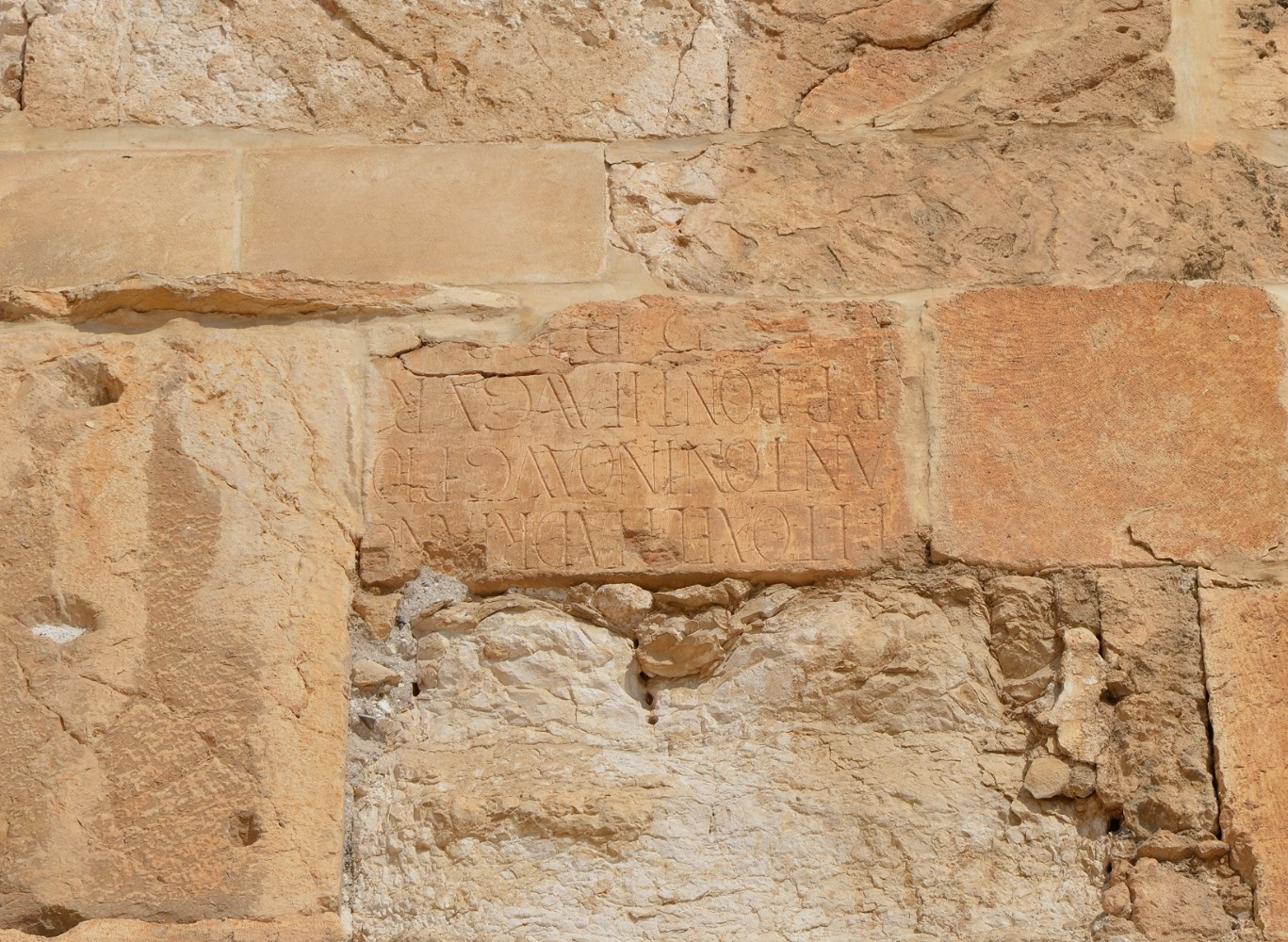
La piedra con la inscripción en latín invertida.

En el extremo izquierdo del muro, cerca de la Puerta Doble, hay incrustada una losa de mármol con una inscripción en latín, invertida verticalmente. Según investigaciones, se trata de un fragmento de la base de una estatua del emperador Antonino Pío (138-161) que estaba ubicada en el Templo de Júpiter —en la plataforma del Monte del Templo— construida por los romanos en Aelia Capitolina. El Itinerarium Burdigalense de 333 menciona dos estatuas del emperador Adriano, y se cree que la segunda estaba dedicada a su sucesor, Antonino Pío, bajo cuyo reinado continuó la construcción de Aelia Capitolina. Lo más probable es que los obreros omeyas que trabajaron en la reconstrucción del muro utilizaran el fragmento junto a otras piedras como «parche», sin prestar atención al detalle de la dirección del texto en la inscripción. La inscripción, en la que se usan las abreviaturas habituales de la época, reza:
| TITO AEL HADRIANO ANTONINO AUG PIO P P PONTIF AUGUR D D | A Tito Aelio Hadriano Antonino Augusto Pío El padre del padre del pontifex Augur Decretado por los decuriones |

A principios del siglo XXI se observó un bulto en el muro, recién aparecido, que amenazaba la integridad estructural de la mampostería; el mismo se atribuyó por expertos, tanto israelíes como extranjeros, a trabajos no autorizados realizados por el Waqf en los Establos de Salomón. En un compromiso entre Israel, la Autoridad Palestina y el propio Waqf, se acordó que Jordania se haría cargo de las reparaciones, no admitiendo la intervención de expertos israelíes con experiencia en este tipo de trabajos. El resultado se saldó con una visible franja clara (descrita como «mancha blanqueada»), que ha sido criticada como un «adefesio» y un «terrible trabajo» que no cumplía con las prácticas habituales de la restauración histórica.